# Catedral de Dunblane

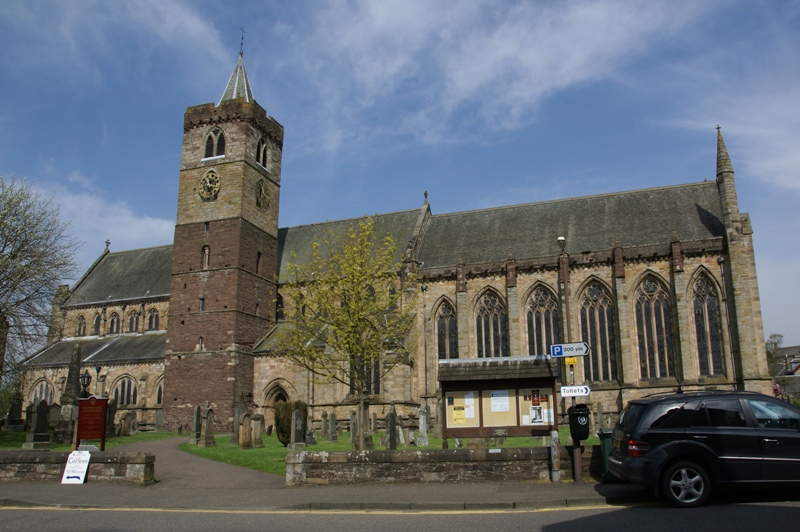

La Catedral de Dunblane es la más grande de las dos parroquias de la Iglesia de Escocia en Dunblane, cerca de Stirling, Escocia. Fue la sede del episcopado católico medieval de Dunblane hasta que éste desapareció en la época de la Reforma de la Iglesia en Escocia.

## Historia
La sede episcopal era conocida también como la ‘de Strathearn’. Existen restos de las bóvedas de la sede episcopal en la parte sur de la catedral. 
El último obispo católico de Dunblane en 1561, William Chislome, fue después obispo de la catedral de Vaison en Francia.
Esta catedral alberga las tumbas de Margaret Drummond de Stobhall, una amante del Rey Jacobo IV de Escocia y de sus dos hermanas, las cuales se dice que fueron envenenadas.
El edificio pertenece a la Corona británica y es mantenido por Historic Scotland, una agencia ejecutiva del gobierno escocés. 

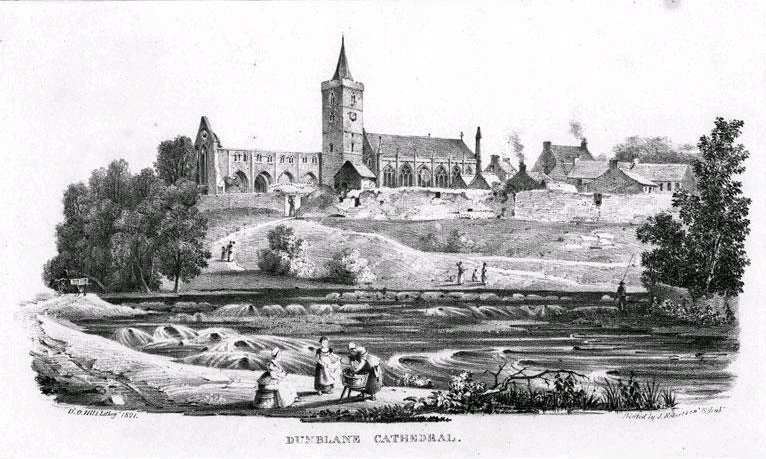
La catedral en 1821.

En gran parte la existencia del edificio data desde el siglo XIII, aunque originalmente éste posee una campana en la torre del siglo XI en el lado sur de la catedral. La altura de esta torre fue incrementada en el siglo XV, lo que se ve en el cambio de color de la piedra usada para su ampliación, además del cambio al estilo gótico tardío en la planta superior de las ventanas.
El coro tiene una larga cámara que servía como sala capitular y sacristía, en el lado norte. El coro resguarda un mural de la tumba del fundador de la catedral, el Obispo Clement. Han sido preservadas varias de las sillas del coro del siglo XV. Además existen todavía sillas de dosel que se conservan en el lado oeste de la nave. Dunblane tiene la segunda más extensa colección escocesa de obras de madera religiosas medievales después de la capilla del King's College de Aberdeen. Existen otros fragmentos separados que se muestran en el museo de la ciudad.

## Iglesias en Dunblane
La catedral de Dunblane es una de las siete edificios religiosos del pueblo. Las otras son Saint Blane’s, Saint Mary’s, la iglesia católica de la Sagrada Familia, la Casa de Reuniones cuáquera, la asociación Cristiana de Dunblane y la Comunidad Ortodoxa del Oriente de Saint Nicholas.

## Ministerio
El actual párroco, desde 1988, es el Reverendo Colin Mclntosh, que fue previamente párroco de la iglesia de Saint John’s Renfield en Glasgow.